# Tessla
Tessla (engelska woozle) är ett fiktivt djur som figurerna i A.A. Milnes böcker om Nalle Puh talar om, men aldrig råkar på. Ordet dyker upp i det tredje kapitlet i boken Nalle Puh, där Puh och Nasse tror sig vara nära att fånga en tessla. Det visar sig dock att de spår i snön som de följer tillhör dem själva. Eftersom snöspåren är olika anar Puh och Nasse att det utöver tesslor också finns tasslor (engelska wizzles).
I Disneys Nalle Puh-produktion har tesslan, liksom heffaklumpen förvandlats till en, för de andra djuren i sagan, verklig figur.